# L'Arboçar (Avinyonet del Penedès)
L'Arboçar és un poble del terme municipal d'Avinyonet del Penedès, a la comarca catalana de l'Alt Penedès. És format per tres nuclis: l’Arboçar de Dalt, l’Arboçar de Baix i l'Arboçar de les Roques. Es troba a 266 msnm i el 2021 tenia 173 habitants. La principal font de riquesa és l'agricultura i més concretament el conreu de la vinya.
El seu topònim pot provenir de la existència en aquest indret d'un bon nombre d'arboços i la carta pobla data del 1035.
La seva festa major se celebra tradicionalment el primer cap de setmana després de Santa Anna.